# Rifugio Fraccaroli
De Rifugio Fraccaroli of Rifugio Mario Fraccaroli is een berghut in de gemeente Ala in de Italiaanse provincie Trente. De hut ligt op een hoogte van 2230 meter, vlak onder de top van de Cima Carega (2259 meter), de hoogste top van de Caregagroep in de Kleine Dolomieten, een subgroep van de Vicentiner Alpen. De hut draagt de naam van een voormalig Italiaans wielrenner, Mario Fraccaroli.
De Rifugio Fraccaroli behoort toe aan de sectie Verona van de Clup Alpino Italiano (CAI). Hoewel de berghut in Trentino ligt, begint de enige toegangsweg naar de top van de Cima Carega (en dus ook naar de Rifugio Fraccaroli) bij de Rifugio Scalorbi (1767), die ligt in de provincie Verona. Vanaf de hut heeft men een weids uitzicht over een groot deel van de Oostelijke Alpen. Bij helder weer zijn zelfs Venetië en de Adriatische Zee zichtbaar.